# Złota (województwo łódzkie)
Złota – wieś w Polsce położona w województwie łódzkim, w powiecie skierniewickim, w gminie Głuchów.
Wieś arcybiskupstwa gnieźnieńskiego w ziemi rawskiej województwa rawskiego w 1792 roku. W latach 1975–1998 miejscowość należała administracyjnie do województwa skierniewickiego.
Najdalej wysunięta na południe wieś dawnego Księstwa łowickiego.
W dokumencie Siemowita III z 1359 r. występuje pod nazwą Slotha.
W 1410 r. była jedną z wsi leżących na drodze wojsk Władysława Jagiełły zmierzających pod Grunwald.
W 1400 r. mieszkaniec wsi, Mikołaj Pakosz, studiował na Akademii Krakowskiej (obecnie Uniwersytet Jagielloński).
Znajduje się tu przystanek Rogowskiej Kolei Wąskotorowej oraz mogiła z II wojny światowej.